# 埃尔穆瓦地区拉塞勒
埃尔穆瓦地区拉塞勒（法語：La Selle-en-Hermoy）是法国卢瓦雷省的一个市镇，位于该省东北部，属于蒙塔基区。该市镇总面积19.56平方公里，2009年时的人口为768人。

## 人口
埃尔穆瓦地区拉塞勒人口变化图示